# Tierpark Hellabrunn

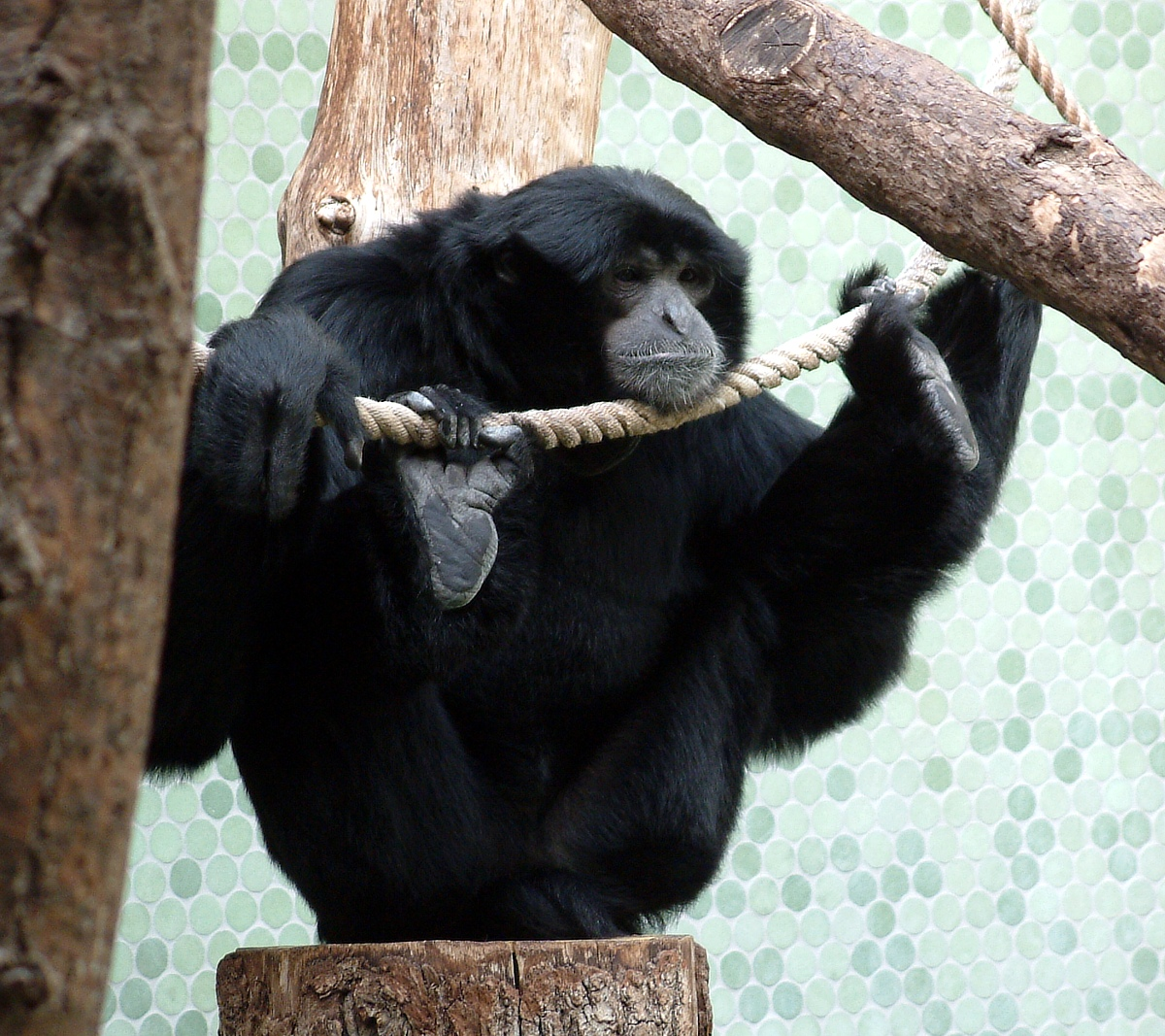
Siamang

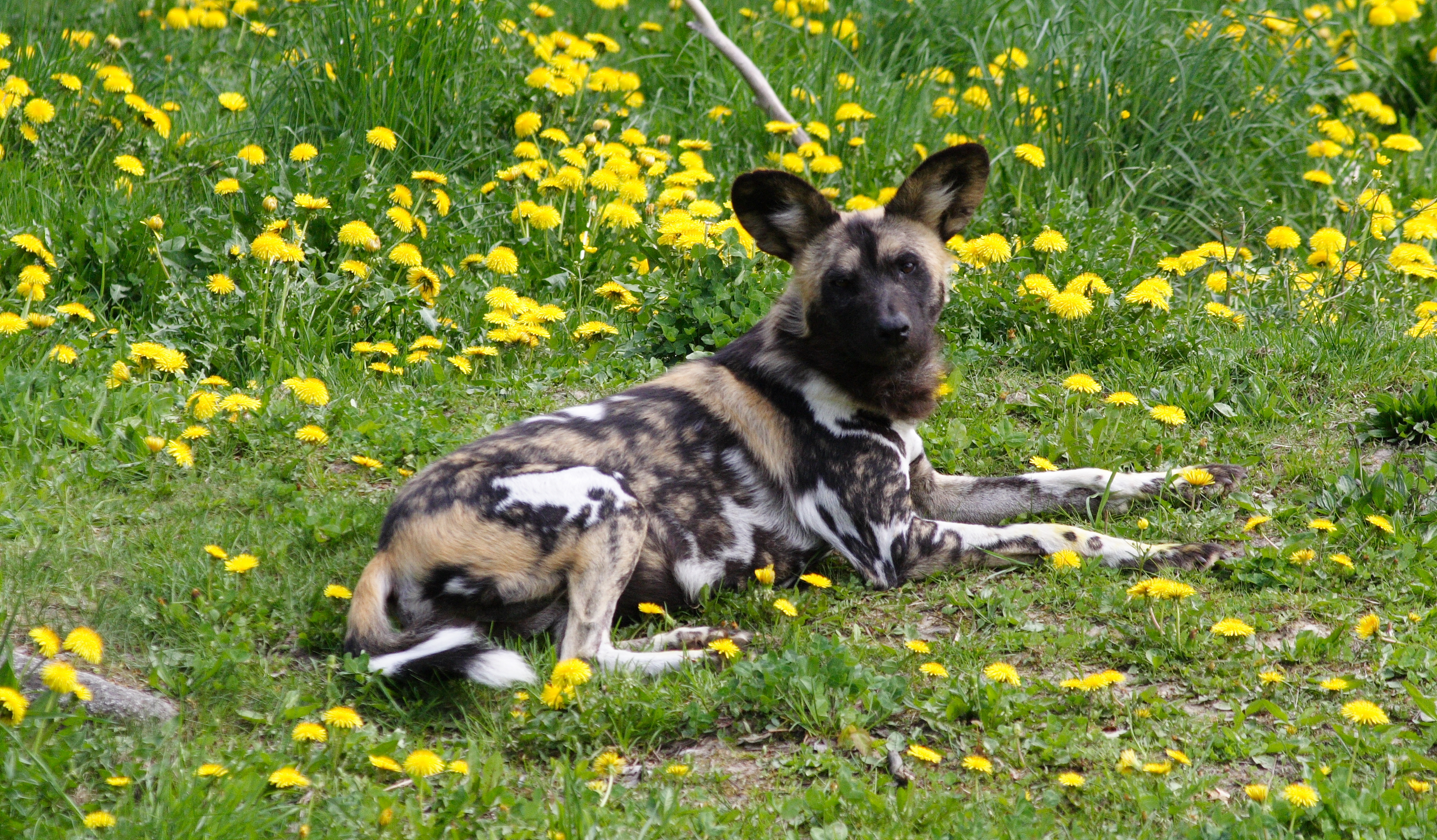
Afrikaanse wilde hond

Tierpark Hellabrunn in München is opgericht in 1911 en heropgericht in 1928. In het dierenpark wonen 14800 dieren en 665 soorten (inclusief aquarium). Het dierenpark is onderverdeeld in 15 thema's. Het was de eerste Geo-zoo, hier leven dieren uit elk continent bij elkaar. Het park is mooi gelegen aan de rivier de Isar. Veel verblijven zijn op een natuurlijke manier gescheiden met behulp van grachten.

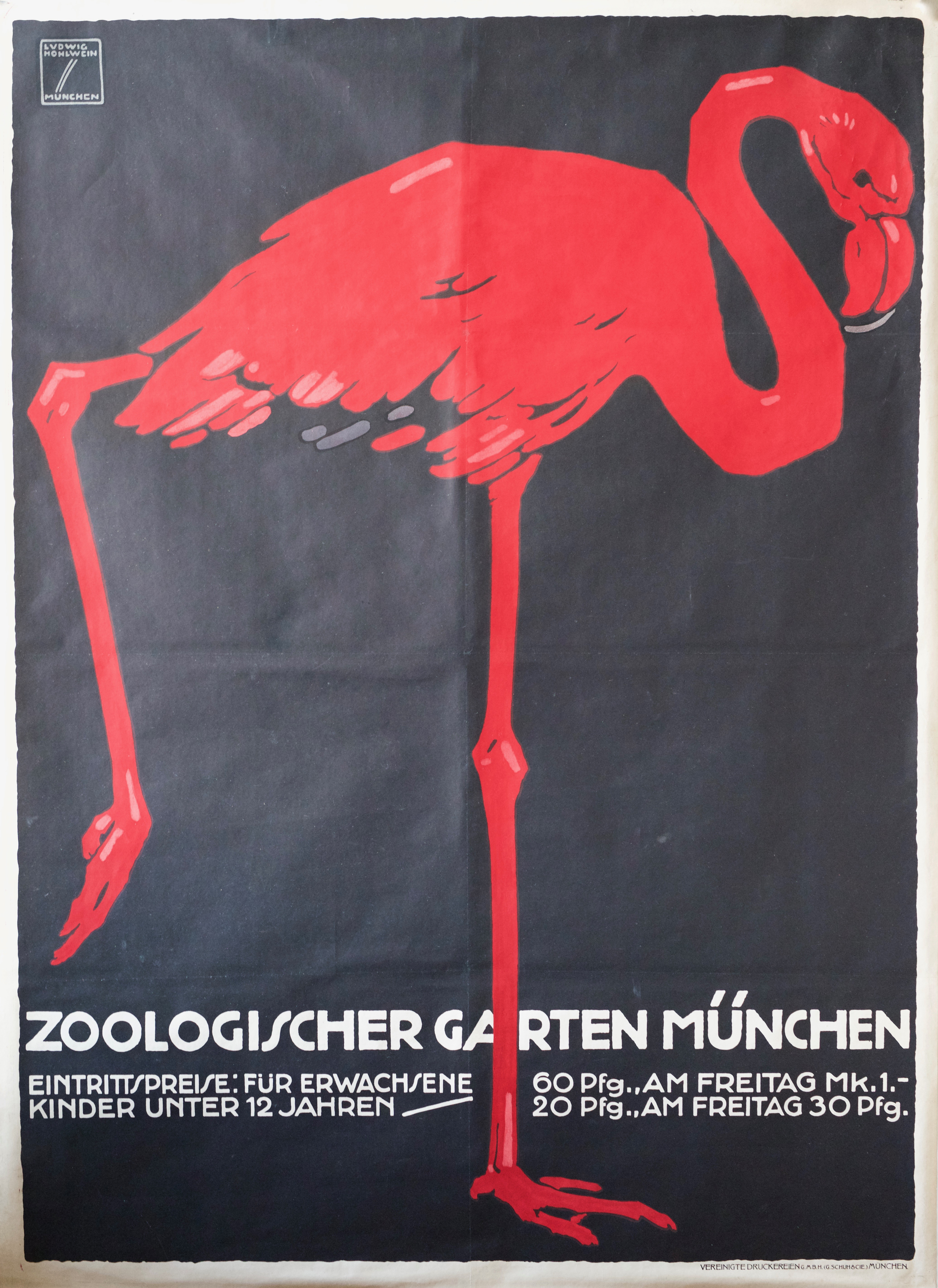
Reclame van Ludwig Hohlwein (1912)

## Thema's
1. Europa. Hier leven onder andere wisenten, eland, bruine beren, Alpensteenbokken, gemzen en watervogels.
2. Amerika. Hier leven onder andere reuzenmiereneters, vicuña's, sneeuwgeiten en bosbizons.
3. Oerwoudhuis. Hier leven chimpansees, westelijke laaglandgorilla's en verschillende reptielen.
4. Aquarium. het aquarium en een collectie gifslangen.
5. Apenhuis. Hier leven onder andere Sumatraanse orang-oetan, zilvergibbons, ringstaartmaki's en een aantal reptielen.
6. Olifantenhuis. Hier leven Indische olifant, netgiraffe, penseelzwijnen en kamelen.
7. Jungletent. Hier leven onder andere leeuwen, jaguars, Afrikaanse wilde honden en er vliegen vogels vrij rond.
8. Reuzenschildpaddenhuis. Hier leven onder andere Galápagosreuzenschildpadden, naakte molratten en insecten.
9. Australië. Hier leven rode reuzenkangoeroe, emoes en zandwallaby's.
10. Afrika. Hier leven onder andere Nubische steenbokken, verschillende antilopen, steppezebra's en jachtluipaarden.
11. Azië. Hier leven onder andere pantserneushoorns, baardzwijnen, sneeuwpanters en Siberische tijgers.
12. Villa Dracula. Hier leven onder andere zebramangoesten, knaagdieren en er vliegen vleermuizen vrij rond.
13. Polarium. Hier leven onder andere muskusossen, ijsberen, manenrobben en koningspinguïns
14. Kinderdierentuin. Hier leven onder andere geiten en damherten maar ook bedreigde huisdierrassen en alpaca's.
15. Grote volière waar je doorheen kunt lopen. Hier leven onder andere ibissen, eenden en zwarte ooievaars.

## Bedreigde diersoorten
In Hellabrunn leven tal van bedreigde diersoorten waarvoor ook fokprogramma's bestaan. Voorbeelden hiervan zijn: de takin, het baardzwijn, de Hartmanns bergzebra, de mhorrgazelle, de schroefhoorngeit, de Afrikaanse wilde hond en de manenwolf.

### Fokprogramma's
Het park neemt deel aan meerdere internationale fokprogramma's en coördineert en beheert de EEP-stamboeken voor de siamang en de vicuña.